# Double Robotics
Double Robotics est une société californienne connue pour avoir mis au point un robot destiné aux visioconférences baptisé le Double et télécommandable avec une tablette iPad d'Apple. 
L'armature est composée de deux roues sur le même essieu placées horizontalement et surmontées d'une canne télescopique montant à la verticale au bout de laquelle se trouve l'emplacement sur lequel est fixé l'iPad émetteur. Il y a donc un dispositif pour permettre au robot de se déplacer et un autre pour lui permettre de modifier sa hauteur. 
L'appareil est également équipé de capteurs pour lui permettre de conserver l'équilibre et de cales lorsqu'il est immobilisé.
Son prix devrait varier entre 2000$ et 2500$ l'unité livrable dès 2013.